# انزوا (آلبوم کالی اوچیس)
انزوا (به انگلیسی: Isolation) اولین آلبوم استودیویی خوانندهٔ آمریکایی کالی اوچیس می‌باشد که در ۶ آوریل سال ۲۰۱۸ از سوی رینس رکوردز، ویرجین ئی‌ام‌آی رکوردز و گروه موسیقی یونیورسال منتشر گردید.